# Catalina Martínez Badia
Catalina Martínez Badia, també coneguda com a Cati Martínez o Katy Martínez, (Almodóvar del Río, Andalusia, 13 de març de 1947) és una jugadora de basquetbol, ja retirada. Va formar part del CP Collblanc i GE SEAT, i l'any 1973 va fitxar pel Picadero JC, amb el qual va guanyar tres lligues i tres copes espanyoles. L'any 1979 s'incorporà al CB CIBES, retirant-se al final de la temporada 1981-82. Fou internacional amb la selecció espanyola en tres ocasions.

## Palmarès
- 3 Lliga espanyola de bàsquet femenina: 1974-75, 1975-76, 1977-78
- 3 Copa espanyola de bàsquet femenina: 1974-75, 1977-78, 1978-79